# Tóth Adrien (modell)

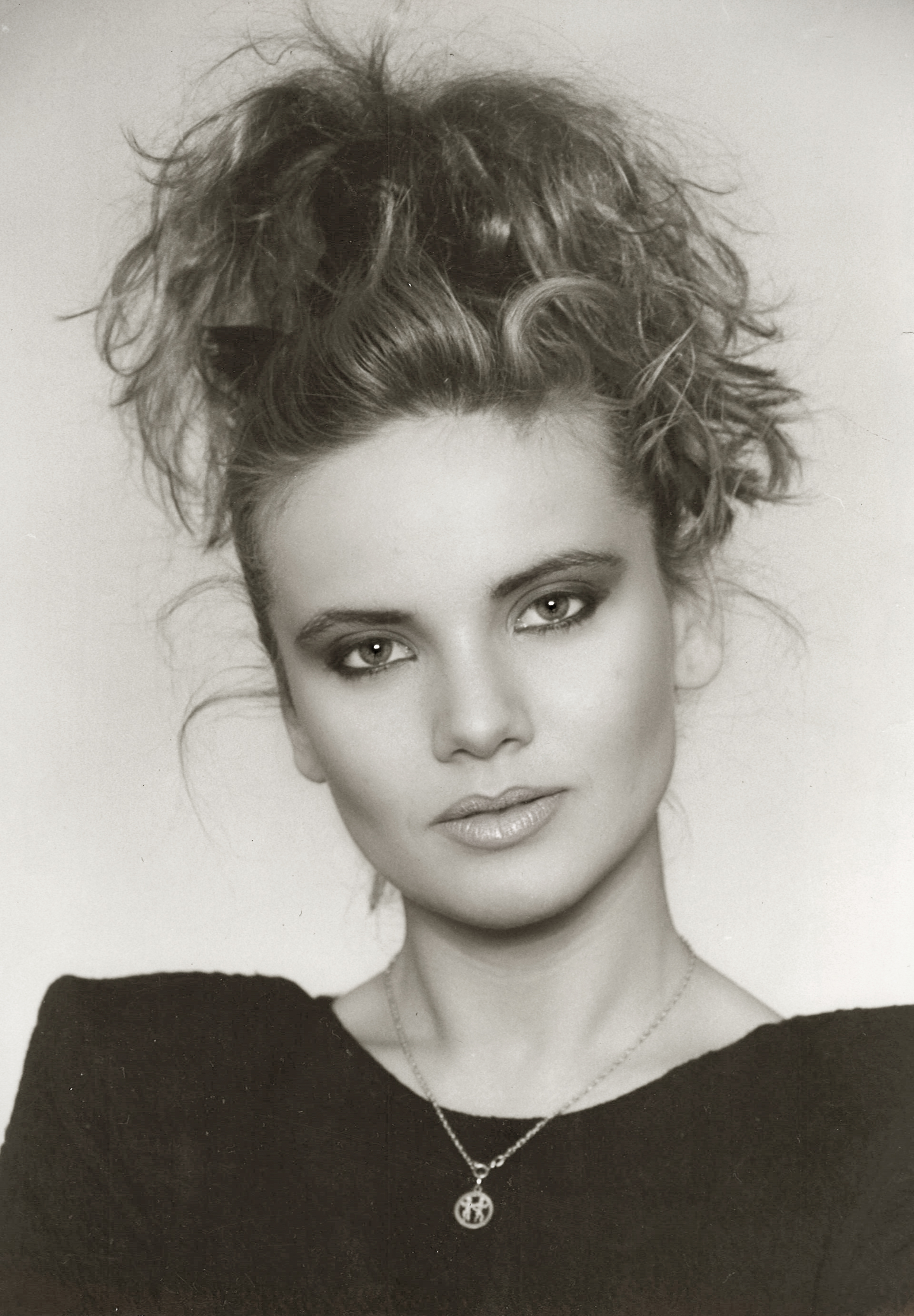
Módos Gábor felvétele

Tóth Adrien Judit  (néhol Adrienn-nek írják; Budapest, XII., 1965. június 18. –) magyar modell, manöken, műsorvezető, színésznő, jogász, közgazdász.

## Élete

### Modell, manöken
1986-ban kezdte a manökeni pályafutását. A Magyar Lapkiadó Vállalat leányvállalatánál, a Magyar Médiánál dolgozott titkárnőként. Itt (Magyar Média) főnöke titokban benevezte az 1986-os  Miss Hungary szépségversenyre. Ez a Molnár Csilla utáni 2. szépségverseny volt Magyarországon, ahol Molnár Csilla már mint zsűritag vett részt. Az elődöntőn második helyezést ért el, majd duplán jutott be a szépségverseny döntőjébe, mivel előtte megnyert egy Boszorkányversenyt, szépségversenyt 1986-ban Szegeden. A döntőbe jutás volt az egyik nyeremény, a másik pedig a hagyományos szépségverseny középdöntőjében volt, ahol magas pontszámai alapján került be a döntőbe. Sajnálatos módon a verseny döntőjére már nem kerülhetett sor Molnár Csilla tragikus halála miatt.
Pályája elindulása Katona Miklós fotóművésznek köszönhető, akivel egy bőrszaküzletben találkozott és elhívta egy fotózásra. Ő vette rá, hogy maneken és fotómodell legyen.
Ettől kezdődően folyamatosan kapta a felkéréseket, fotói megjelentek például a Fürge Ujjak, Nők Lapja, Képes 7, Ez a Divat, Nimród, Kiskegyed, Füles, Ország-Világ, Képes Újság, Rómeó, Kiskegyed, és még számtalan más újságokban. 
Az Állami Artistaképző Intézetben fotómodell és maneken végzettséget szerzett 1987. november 10-én.
Ezután több divatcég kérte fel a ruhái bemutatására: OKISZ Labor, Skála, S-Modell, Centrum, Munkaruha, Habselyem Kötöttárugyár, MODEX, Kék Duna Szalon, Hungarotex, MÓDI, Király Tamás, CAOLA, KIOSZ, TRIKOTEX, FER, Május 1 Ruhagyár, NIKE, Lee Cooper, Ez a Divat bál, Maneken bál állandó manekenje volt. Német és olasz nagybemutatókon vett részt. Rendszeresen, minden évben tavasszal, fellépett a TRIKOTEX cég bemutatóján Moszkvában.  Többek között egyszer Pataki Ágival is, aki már akkor nem volt aktív modell, együtt mutattak be az akkori Szovjetunióban. Svédországban és Ausztriaban (Ostermann) is részt vett divatbemutatókon.
Sporteseményen a díjak átadására  kérték fel. (Modex teniszkupa, ahol Antal Imrével együtt dolgozhatott, Év sportolója nagydíj átadóján a televízióban, Népszava Futapest a  Népligetben). Több falinaptár, kártyanaptár és könyvborító készült vele.

### Filmek, műsorok
A Házi barát és a Szomszédok c. sorozatban is szerepelt. Ezen kívül osztrák, német (pl. Álomhajó c. sorozat) és amerikai filmekben (neves színészekkel: Annette Bening, James Dempsey, Patrick Stewart, Jeremy Irons) kapott kisebb szerepeket.[forrás?] Gát György filmrendező kiválasztotta az Angyalbőrben c. film női főszerepére, amit nem vállalt el, mert nem fért össze a saját elképzeléseivel.[forrás?] A Kalóz TV különkiadásában Bach Szilvia Showjában  is szerepelt. Král Gábor (Zeneszerző, dalszövegíró, dramaturg, forgatókönyvíró) felkérte, hogy énekesnője legyen egy rockzenekarnak, amit meg is alapítottak. Az énekesi hangképzését és tanítását Sík Olga operaénekesnő, énektanárnő vállalta el, aki nagy reménységnek tekintette. Országos Szórakoztatózenei Központ (OSZK) énekes képzésén vett részt.
Somogyi G. György rendező Rockstúdió c. zenei műsorában a főcímén ő volt látható, és egyben a műsort is ő vezette. Rózsa György Legyen szerencsénk!, Vágó István Van benne valami, és Egri János Egy szó mint száz műsorában szereplő és háziasszony volt több évig. A televízióban dolgozott Déri János műsorvezetővel. Több ismert magyar énekessel, színésszel lépett fel műsorokon, divatbemutatókon. (Pl.: Korda György - Balázs Klári, Koncz Gábor, Aradszky László, Harangozó Teri, Koós János - Dékány Sarolta, Béres Ilona, )
A Hilton Szállodában megrendezett amerikai divatbemutatón vett részt Janicsák Istvánnal és a veresegyházi asszonykórussal, valamint szintén a Hilton Szállodában a japán császári párnak tartott zártkörű divatbemutató manekenje volt. 1989-ben a Gellért Szállodában megtartott Cigánybálon manekenként bemutatott estélyi ruhákat.
Rengeteget dolgozott reklám- és referencia filmekben Sas István filmrendezővel.

### Reklámfilmek
- OMO (reklámfilm és óriás plakát)
- Hélia-D
- Stollwerck
- MONIX szemüveg
- Bizományi Áruház
- Nestlé
- Lottó Fortuna
- City Grill
- Piszke papír
- Cel-Color festék
- Négercsók
- Paprika étterem
- Skála
- MÓDI
- Aranypók
- Schweppes
- Vasedény
- Munkaruha
- Libresse
- Opel reklámfilm
- Olida Francia reklámfilm,
- Olasz pezsgő reklám
- P + P reklámfilm
- DANONE
- POND'S reklámfilmek
- BB pezsgő
- Yellow Pages

### Magánélete
Négy diplomát szerzett, közgazdász, kommunikáció szakos bölcsész, jogi szakközgazdász, jogász, valamint 2024-ben megkezdte a Nemzeti Közszolgálati Egyetem Államtudományi szakot.
2019 óta tagja a Budapesti Rendőr-főkapitányság Kórusának, akikkel rendszeresen fellép idősotthonokban, valamint beteg gyermeket támogató rendezvényeken és színházakban.
2003 óta az állami szférában dolgozik hatósági feladatokat lát el.
Férje Kálmán László Ferenc a Terminál Zrt. elnök-vezérigazgatója volt, aki 2003. október 04-én halt meg.
Házasságából egy lánya született 1998. augusztus 9-én: Kálmán Klaudia Adrienn.

### Tévéműsorok
- https://tv2play.hu/szerencsekerek/az_egykori_modell_kasza_tibinek_arulta_el_tettet_igy_kommentalta_o
- https://tv2play.hu/sefek_sefe/huha_egy_ex_manoken_erkezett_a_sefek_sefe_musoraba_
- https://linkme.archivum.mtva.hu/download/zadwh6wadhs8jtvixvtvamjzju9zxroy
- Egy szó mint száz (Egri János műsorvezetővel)
- Legyen szerencsénk! (Rózsa György műsorvezetővel)

### Cikkek
- Ország Világ, XXXIV. évfolyam 20. szám, 1990. május 16.
- Kiskegyed 1993. június 15., 2. évfolyam 24. szám
- A nulláról kellett újrakezdenie az életét az egykori topmodellnek, Tóth Adriennek nlc.hu, 2023. augusztus 25.
- https://www.5perc.hu/a-nullarol-kellett-ujrakezdenie-az-eletet-az-egykori-topmodellnek-toth-adriennek%5B%5D
- https://www.hirstart.hu/hk/20230825_ferje_halala_utan_semmije_se_maradt_toth_adriennek
- https://www.blikk.hu/toth-adrien
- Tóth Adrien szupermodell, sztármanöken Retromagyarfotomodellek, 2016. március 11.
- https://retromagyarfotomodellek.blogspot.com/2016/03/toth-adrien-judit-szupermodell.html?m=1
- Hatalmas adósságot örökölt férjétől az ismert magyar modell Origo.hu, 2023. augusztus 25.
- https://tenyek.hu/cikkek/a-sefek-sefe-versenyzoje-nyiltan-kezdett-ki-ordog-nora-ferjevel
- https://frisshirek.hu/hirek/ai-cikkek/2024/10/17/Szabo_Csilla_es_Toth_Adrien_a_Sefek_sefeben
- https://www.origo.hu/teve/2024/10/sefek-sefe-modell-szereploje-video